# Lijst van voetbalinterlands Noorwegen - Verenigde Staten
Deze lijst van voetbalinterlands is een overzicht van alle officiële voetbalwedstrijden tussen de nationale teams van Noorwegen en de Verenigde Staten. De landen speelden tot op heden vijf keer tegen elkaar. De eerste ontmoeting, een vriendschappelijke wedstrijd, werd gespeeld in Oslo op 3 september 1916. Het laatste duel, eveneens een vriendschappelijke wedstrijd, vond plaats op 29 januari 2006 in Carson.

## Wedstrijden
| № | Plaats | Datum            | Competitie        | Wedstrijd                    | Uitslag |
| - | ------ | ---------------- | ----------------- | ---------------------------- | ------- |
| 1 | Oslo   | 3 september 1916 | Vriendschappelijk | Noorwegen – Verenigde Staten | 1 – 1   |
| 2 | Oslo   | 6 augustus 1948  | Vriendschappelijk | Noorwegen – Verenigde Staten | 11 – 0  |
| 3 | Oslo   | 8 september 1993 | Vriendschappelijk | Noorwegen – Verenigde Staten | 1 – 0   |
| 4 | Tempe  | 15 januari 1994  | Vriendschappelijk | Verenigde Staten – Noorwegen | 2 – 1   |
| 5 | Carson | 29 januari 2006  | Vriendschappelijk | Verenigde Staten – Noorwegen | 5 – 0   |

## Samenvatting
| Competitie        | Totaal gespeeld | Winst Noorwegen | Gelijk | Winst Verenigde Staten | Doelsaldo Noorwegen – Verenigde Staten |
| ----------------- | --------------- | --------------- | ------ | ---------------------- | -------------------------------------- |
| Vriendschappelijk | 5               | 2               | 1      | 2                      | 14 − 8                                 |
| Totaal            | 5               | 2               | 1      | 2                      | 14 − 8                                 |

## Details

### Eerste ontmoeting
| Vriendschappelijk (Oslo, Noorwegen, 3 september 1916): |              | |
| Noorwegen | 1 – 1        | Verenigde Staten |
| Kaare Engebretsen 50' | goals        | 75' Charles Ellis |
| Axel Ahlqvist | bondscoach   | Tom Cahill |
| Ingolf Pedersen Otto Aulie Yngvar Tørnros Ragnvald Smedvik Per Haraldsen Gunnar Andersen Rolf Aas David Andersen Halfdan Ditlev-Simonsen Kaare Engebretsen Per Helsing | opstellingen | George Tintle James Robertson Charles Spalding Thomas Murray Neil Clarke Clarence Smith James Ford John Heminsley Charles Ellis Matthew Diederichsen Thomas Swords |

### Derde ontmoeting
| Vriendschappelijk (Oslo, Noorwegen, 8 september 1993): |              | |
| Noorwegen | 1 – 0        | Verenigde Staten |
| Stig Inge Bjørnebye 13' | goals        | |
| Egil Olsen | bondscoach   | Bora Milutinović |
| Erik Thorstvedt Gunnar Halle Henning Berg Tore Pedersen Stig Inge Bjørnebye Øyvind Leonhardsen Kjetil Rekdal Lars Bohinen Jan Ove Pedersen 46' Jostein Flo Gøran Sørloth 46' | opstellingen | Brad Friedel Desmond Armstrong Alexi Lalas Mike Lapper Jeff Agoos 71' Eric Wynalda Mike Sorber Thomas Dooley 65' Hugo Perez Cobi Jones Roy Wegerle |
| Jahn Ivar Jakobsen 46' Jan Åge Fjørtoft 46' | wissels      | 65' Mark Chung 71' Joe-Max Moore |
| Stig Inge Bjørnebye ??' | gele kaarten | ??' Alexi Lalas |

### Vierde ontmoeting
| Vriendschappelijk (Tempe, Verenigde Staten, 15 januari 1994): |              | |
| Verenigde Staten | 2 – 1        | Noorwegen |
| Marcelo Balboa 55' Cobi Jones 90' | goals        | 45' Frank Strandli |
| Bora Milutinović | bondscoach   | Egil Olsen |
| Tony Meola Desmond Armstrong 37' Alexi Lalas Mike Lapper Jeff Agoos 72' Cobi Jones Thomas Dooley Mike Sorber 81' Chris Henderson 46' Joe-Max Moore Dominic Kinnear 61' | opstellingen | Frode Grodås Henning Berg Tore Pedersen Ronny Johnsen Roger Nilsen 58' Jostein Flo 67' Erik Mykland 84' Kjetil Rekdal Øyvind Leonhardsen Frank Strandli Geir Frigård |
| Marcelo Balboa 37' Dario Brose 46' Claudio Reyna 61' Mike Burns 72' Fernando Clavijo 81'                                                                               | wissels      | 58' Jan Ove Pedersen 67' Lars Bohinen 84' Runar Berg |
| Mike Lapper 36' | gele kaarten | 54' Jostein Flo 63' Henning Berg |
| - Debuut van Runar Berg (FK Bodø/Glimt) en Geir Frigård (Kongsvinger IL) voor Noorwegen.                                                                               |              | |

### Vijfde ontmoeting
| Vriendschappelijk (Carson, Verenigde Staten, 29 januari 2006): |              | |
| Verenigde Staten | 5 – 0        | Noorwegen |
| Taylor Twellman 5' Taylor Twellman 17' Eddie Pope 67' Taylor Twellman 76' Chris Klein 87'                                                                                    | goals        | |
| Bruce Arena | bondscoach   | Åge Hareide |
| Kevin Hartman Todd Dunivant Jimmy Conrad Eddie Pope 83' Frankie Hejduk Kerry Zavagnin 79' Pat Noonan 77' Clint Dempsey 70' Landon Donovan Josh Wolff 67' Taylor Twellman 83' | opstellingen | Espen Johnsen Steinar Pedersen Frode Kippe Brede Hangeland 46' Erlend Hanstveit 46' Tomasz Sokolowski 64' Petter Rudi 46' Henning Hauger 46' Stian Ohr Ole Martin Årst Petter Vaagan Moen |
| Nate Jaqua 67' Santino Quaranta 70' Chris Klein 77' Ben Olsen 79' Ugo Ihemelu 83' Brian Ching 83'                                                                            | wissels      | 46' Trond Erik Bertelsen 46' Raymond Kvisvik 46' Alex Valencia 46' Espen Olsen 64' Magne Hoseth                                                                                           |
| Landon Donovan 70' Santino Quaranta 82' | gele kaarten | 17' Erlend Hanstveit 70' Magne Hoseth |
| - Debuut van Steinar Pedersen (IK Start), Tomasz Sokolowski (FC Lyn) en Stian Ohr (Molde FK) voor Noorwegen.                                                                 |              | |

NFF · A-internationals · Selecties · Bondscoaches · Noors vrouwenelftal · Olympisch elftal · Noorwegen U21 · Noorwegen U20 · Noorwegen U19 · Noorwegen U18 · Noorwegen U17 · Noorwegen U16 · Vrouwen U17
1908 – 1919 ·
1920 – 1929 ·
1930 – 1939 ·
1940 – 1949 ·
1950 – 1959 ·
1960 – 1969 ·
1970 – 1979 ·
1980 – 1989 ·
1990 – 1999 ·
2000 – 2009 ·
2010 – 2019 ·
2020 − 2029
EK 2000
WK 1938 ·
WK 1994 ·
WK 1998
OS 1912 · 
OS 1920 · 
OS 1936 · 
OS 1952 · 
OS 1984
1908 ·
1909 ·
1910 ·
1911 ·
1912 · 
1913 · 
1914 · 
1915 · 
1916 · 
1917 · 
1918 · 
1919 · 
1920 · 
1921 · 
1922 · 
1923 · 
1924 · 
1925 · 
1926 · 
1927 · 
1928 · 
1929 · 
1930 · 
1931 · 
1932 · 
1933 · 
1934 · 
1935 · 
1936 · 
1937 · 
1938 · 
1939 · 
1940 – 1944 · 
1945 · 
1946 · 
1947 · 
1948 · 
1949 · 
1950 · 
1952 · 
1952 · 
1953 · 
1954 · 
1955 · 
1956 · 
1957 · 
1958 · 
1959 · 
1960 · 
1961 · 
1962 · 
1963 · 
1964 · 
1965 · 
1966 · 
1967 · 
1968 · 
1969 · 
1970 · 
1971 · 
1972 · 
1973 · 
1974 · 
1975 · 
1976 · 
1977 · 
1978 · 
1979 · 
1980 · 
1981 · 
1982 · 
1983 · 
1984 · 
1985 · 
1986 · 
1987 · 
1988 · 
1989 · 
1990 ·
1991 · 
1992 · 
1993 · 
1994 · 
1995 · 
1996 · 
1997 · 
1998 · 
1999 · 
2000 · 
2001 · 
2002 · 
2003 · 
2004 · 
2005 · 
2006 · 
2007 · 
2008 · 
2009 · 
2010 · 
2011 · 
2012 · 
2013 · 
2014 · 
2015 · 
2016 · 
2017 · 
2018 ·
2019 ·
2020 ·
2021 ·
2022 ·
2023 ·
2024
Albanië ·
Argentinië ·
Armenië ·
Australië ·
Azerbeidzjan ·
Bahrein ·
België ·
Bermuda ·
Bosnië en Herzegovina ·
Brazilië ·
Bulgarije ·
China ·
Colombia ·
Costa Rica ·
Cyprus ·
Denemarken ·
DDR ·
Duitsland ·
Egypte ·
Engeland ·
Estland ·
Faeröer ·
Finland ·
Frankrijk ·
Georgië ·
Ghana ·
Gibraltar ·
Grenada ·
Griekenland ·
Guatemala ·
Honduras ·
Hongarije ·
Hongkong ·
Ierland ·
IJsland ·
Israël ·
Italië ·
Jamaica ·
Japan ·
Joegoslavië ·
Jordanië ·
Kameroen ·
Kazachstan ·
Koeweit ·
Kosovo ·
Kroatië ·
Letland ·
Litouwen ·
Luxemburg ·
Malta ·
Marokko ·
Mexico ·
Moldavië ·
Montenegro ·
Nederland ·
Nieuw-Zeeland ·
Nigeria ·
Noord-Ierland ·
Noord-Korea ·
Noord-Macedonië ·
Oekraïne ·
Oman ·
Oostenrijk ·
Panama ·
Paraguay ·
Polen ·
Portugal ·
Qatar ·
Roemenië ·
Rusland ·
Saarland ·
San Marino ·
Saoedi-Arabië ·
Schotland ·
Senegal ·
Servië ·
Servië en Montenegro ·
Singapore ·
Slovenië ·
Slowakije ·
Sovjet-Unie ·
Spanje ·
Thailand ·
Trinidad en Tobago ·
Tsjechië ·
Tsjecho-Slowakije ·
Tunesië ·
Turkije ·
Uruguay ·
Verenigde Arabische Emiraten ·
Verenigde Staten ·
Verenigd Koninkrijk ·
Wales ·
Wit-Rusland ·
Zuid-Afrika ·
Zuid-Korea ·
Zweden ·
Zwitserland
USSF · A-internationals · Selecties · Bondscoaches · Amerikaans vrouwenelftal · Olympisch elftal · USA -21 · USA -20 · USA -19 · USA -18 · USA -17
1885 – 1919 · 
1920 – 1929 · 
1930 – 1939 · 
1940 – 1949 · 
1950 – 1959 · 
1960 – 1969 · 
1970 – 1979 · 
1980 – 1989 · 
1990 – 1999 · 
2000 – 2009 · 
2010 – 2019 ·
2020 − 2029
CA 1993 · 
CA 1995 · 
CA 2007 · 
CA 2016
CC 1992 · 
CC 1999 · 
CC 2003 · 
CC 2009
WK 1930 · 
WK 1934 · 
WK 1950 · 
WK 1990 · 
WK 1994 · 
WK 1998 · 
WK 2002 · 
WK 2006 · 
WK 2010 · 
WK 2014
OS 1904 · 
OS 1924 · 
OS 1928 · 
OS 1936 · 
OS 1948 · 
OS 1952 · 
OS 1956 · 
OS 1972 · 
OS 1984 · 
OS 1988 · 
OS 1992 · 
OS 1996 · 
OS 2000 · 
OS 2008
Algerije ·
Antigua en Barbuda ·
Argentinië ·
Armenië ·
Australië ·
Azerbeidzjan ·
Barbados ·
België ·
Belize ·
Bermuda ·
Bolivia ·
Bosnië en Herzegovina ·
Brazilië ·
Canada ·
Chili ·
China ·
Colombia ·
Costa Rica ·
Cuba ·
Curaçao ·
Denemarken ·
DDR ·
Duitsland ·
Ecuador ·
Egypte ·
El Salvador ·
Engeland ·
Estland ·
Finland ·
Frankrijk ·
Ghana ·
GOS ·
Grenada ·
Griekenland ·
Guatemala ·
Guyana ·
Haïti ·
Honduras ·
Hongarije ·
Ierland ·
IJsland ·
Iran ·
Israël ·
Italië ·
Ivoorkust ·
Jamaica ·
Japan ·
Joegoslavië ·
Kaaimaneilanden ·
Kameroen ·
Koeweit ·
Letland ·
Liechtenstein ·
Luxemburg ·
Malta ·
Marokko ·
Martinique ·
Mexico ·
Moldavië ·
Nederland ·
Nederlandse Antillen ·
Nicaragua ·
Nieuw-Zeeland ·
Nigeria ·
Noord-Ierland ·
Noord-Korea ·
Noord-Macedonië ·
Noorwegen ·
Oekraïne ·
Oezbekistan ·
Oman ·
Oostenrijk ·
Panama ·
Paraguay ·
Peru ·
Polen ·
Portugal ·
Puerto Rico ·
Qatar ·
Roemenië ·
Rusland ·
Saint Kitts en Nevis ·
Saint Vincent en de Grenadines ·
Saoedi-Arabië ·
Schotland ·
Servië ·
Slovenië ·
Slowakije ·
Sovjet-Unie ·
Spanje ·
Thailand ·
Trinidad en Tobago ·
Tsjechië ·
Tsjecho-Slowakije ·
Tunesië ·
Turkije ·
Uruguay ·
Venezuela ·
Wales ·
Zuid-Afrika ·
Zuid-Korea ·
Zweden ·
Zwitserland
Algerije (2010) ·
België (2014) ·
Brazilië (2009, 2) ·
Duitsland (2014) ·
Engeland (2010) ·
Ghana (2006) · 
Ghana (2014) · 
Italië (2006) · 
Nederland (2022) ·
Portugal (2014) ·
Slovenië (2010) ·
Tsjechië (2006)